# Psykovsky
Psykovsky, pseudonimo di Vasilij Markelov (Mosca, ...), è un disc jockey e produttore discografico russo di musica dark-psytrance. Il suo primo album risale al 2005. Assieme a Lev Grešilov, noto come "Kindzadza", ha fondato nel 2006 l'etichetta Osom Music.

## Discografia
- 2005 - Debut
- 2009 - Da Budet
- 2010 - Tanetsveta
- 2011 - Na Ve Ka
- 2015 - ksolntsu